# Пентаміно
Пентаміно (грец. πέντε, трансліт. pénte — п'ять і доміно) — поліміно з п'яти однакових квадратів, тобто плоскі фігури, кожна з яких складається з п'яти однакових квадратів, з'єднаних між собою сторонами («ходом тури»). Цим же словом іноді називають головоломку, в якій такі фігури потрібно укладати в прямокутник або інші форми.

## Види і кількість фігур
Усього існують 12 різних фігур (елементів) пентаміно, що позначаються латинськими літерами, форму яких вони нагадують (див. малюнок). Вважається, що дзеркальна симетрія й обертальна симетрія не створюють нових фігур. Але якщо рахувати окремо й дзеркально відображені фігури, то їх кількість збільшується до 18. Різниця між дзеркальними фігурами має значення, наприклад, у комп'ютерній грі «Пентікс», варіації «Тетріса».